# My Turn (마르티나 바르타의 노래)
《My Turn》는 2017년에 발매된 마르티나 바르타의 노래이다. 유니버설 뮤직 그룹에 의해 발매되었다.

## 곡 목록
| #  | 제목        | 재생 시간 |
| -- | ----------- | --------- |
| 1. | 〈My Turn〉 | 2:58      |